# Église Saint-Sébastien de Soultzmatt
L'église Saint-Sébastien est un monument historique situé à Soultzmatt, dans le département français du Haut-Rhin.

## Localisation
Ce bâtiment est situé rue de l'Hôpital à Soultzmatt.

## Historique
L'édifice fait l'objet d'une inscription au titre des monuments historiques depuis 1934.
L'édifice fait l'objet d'un classement au titre des monuments historiques depuis 1935.
L'édifice fait l'objet d'une inscription au titre des monuments historiques depuis 1936.
L'édifice fait l'objet d'un classement au titre des monuments historiques depuis 1962.
L'édifice fait l'objet d'une inscription au titre des monuments historiques depuis 1962.

## Architecture

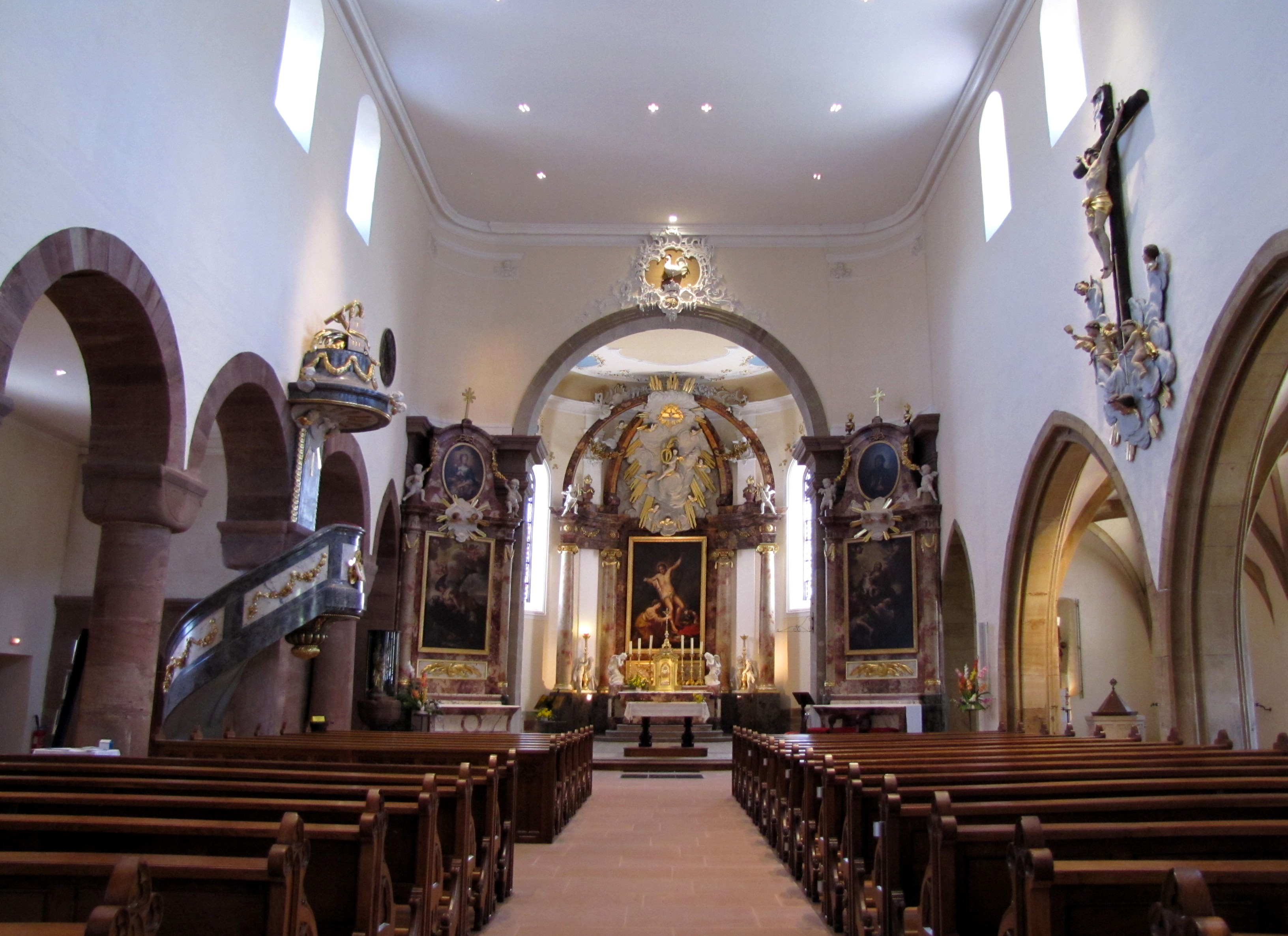
Vue intérieure de la nef vers le chœur.
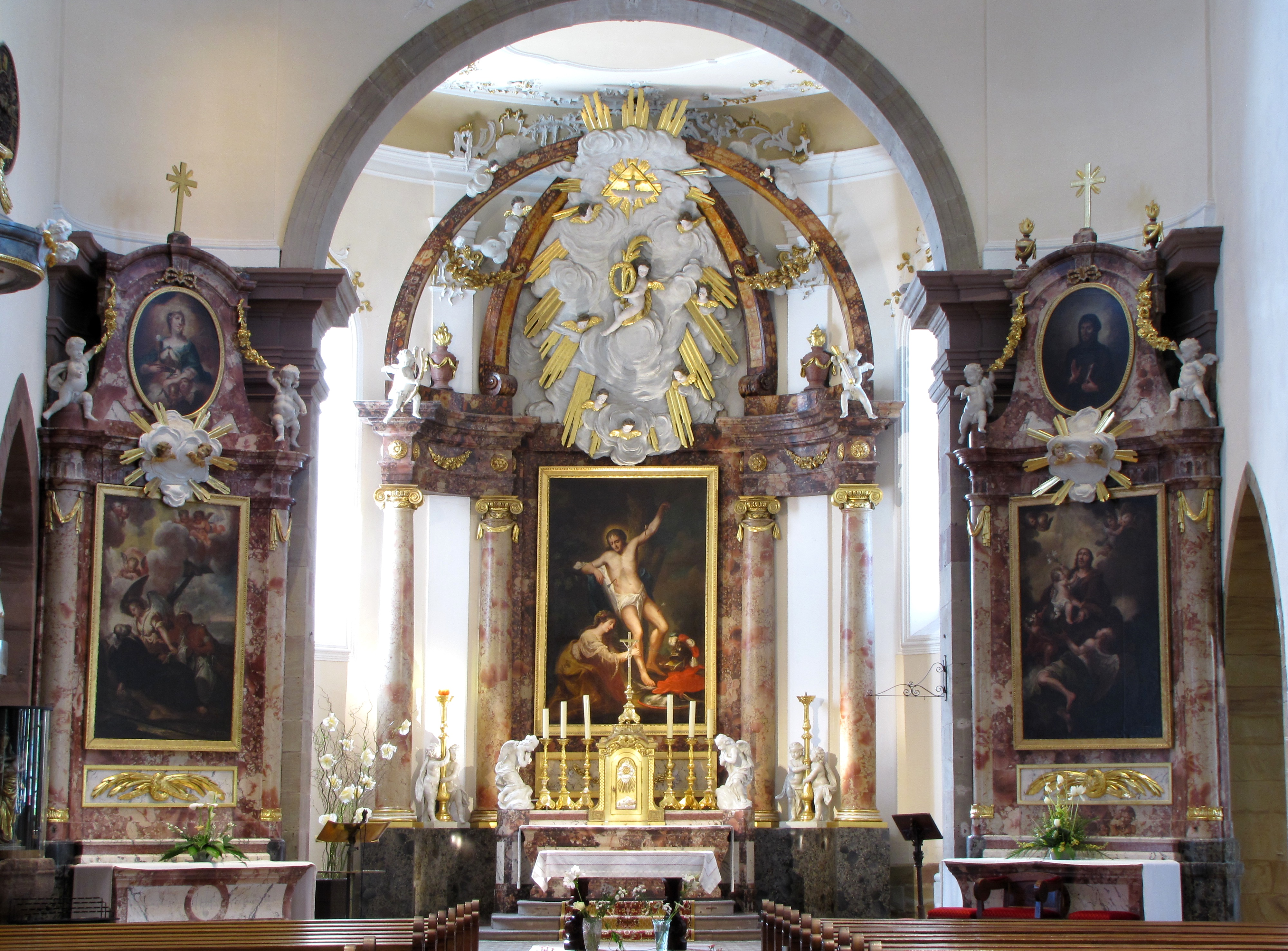
Vue sur les autels secondaires et le maître-autel (XVIIIe).
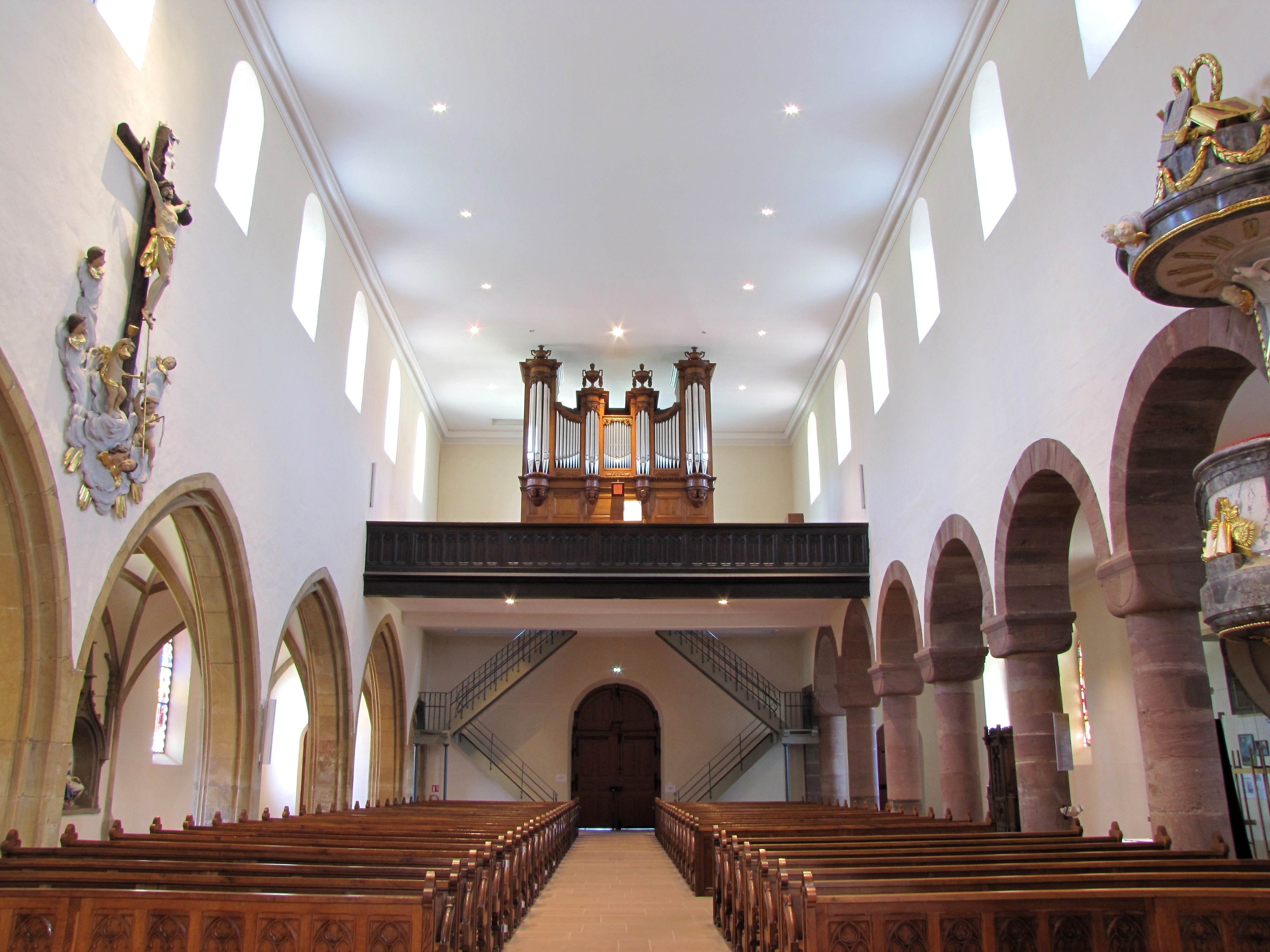
Vue de la nef vers la tribune d'orgue.
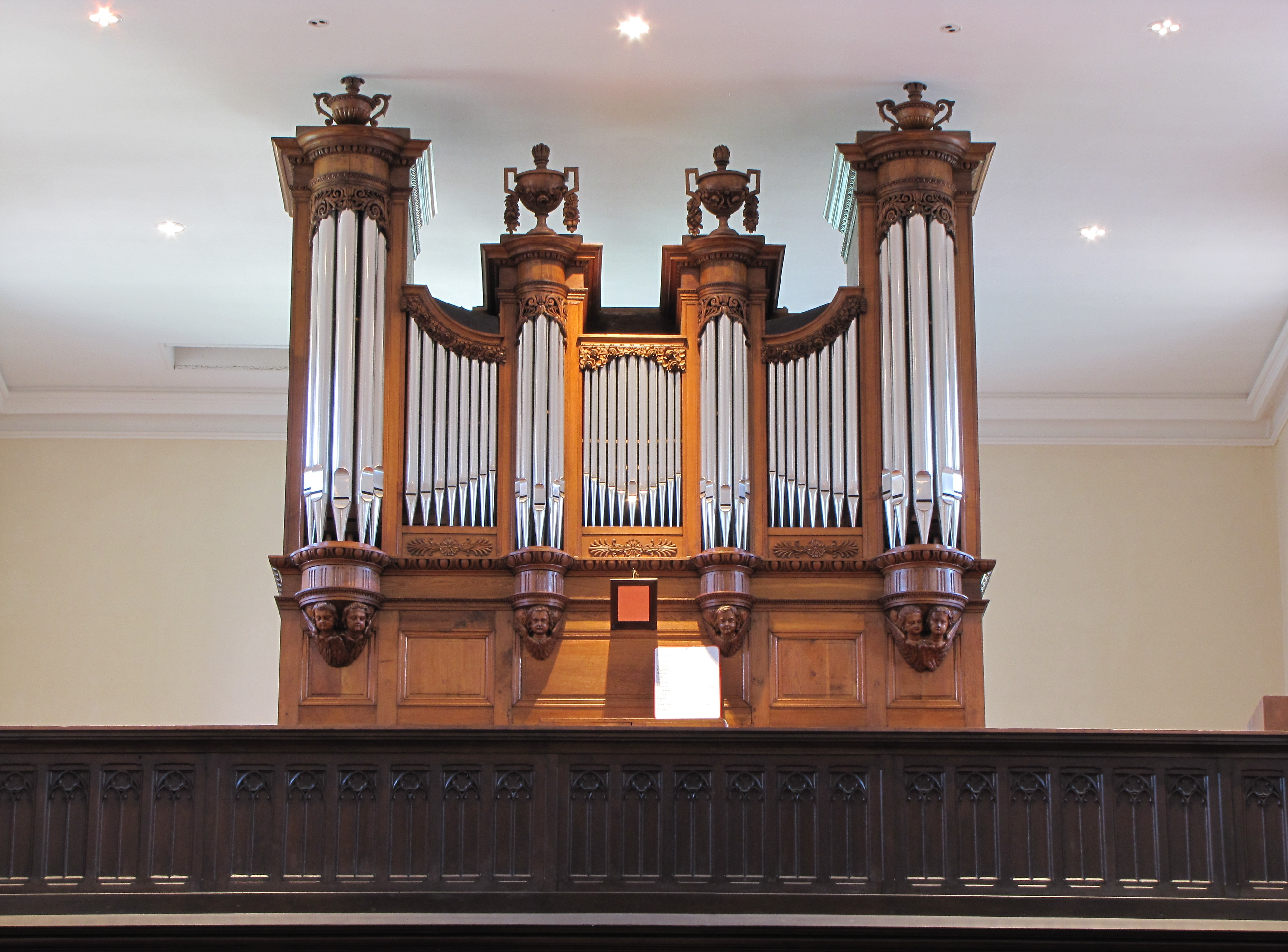
Orgue Callinet (1837).
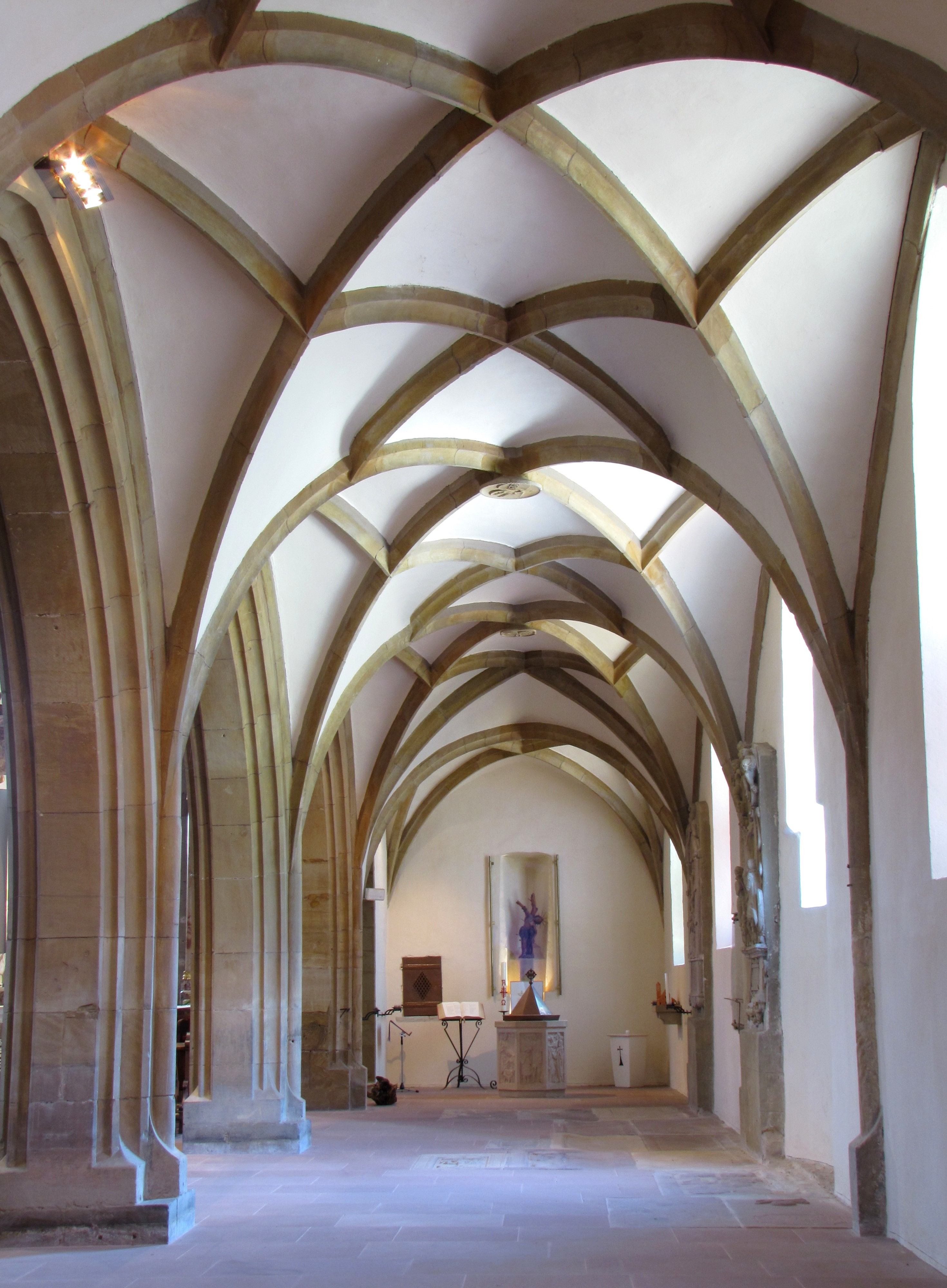
Voûtes gothique flamboyant, bas-côté sud (XVe).